# Mappiq
Le mappiq (judéo-araméen : מַפִּיק « qui fait sortir ») est un signe diacritique de l’alphabet hébraïque, représenté graphiquement par un point au centre de la lettre, et utilisé en grammaire hébraïque pour indiquer la prononciation consonantique des lettres he (הּ) et, plus rarement, aleph (אּ), yod (יּ) et vav (וּ). 
Il a la même apparence graphique que le daguech et le shourouq (utilisé pour le vav), mais possède une fonction différente.